# Race Coaster
Race Coaster (Typbezeichnung MX611) ist die Bezeichnung eines Stahlachterbahnmodells des Herstellers SBF Visa Group, das zur Kategorie der Familienachterbahnen zählt und erstmals 2017 ausgeliefert wurde.
Die 130 m lange Strecke, die sich über eine Grundfläche von 26,5 m × 13 m erstreckt, erreicht eine Höhe von 9 m. Der Anschlusswert beträgt 55 kW.

## Züge
Race Coaster verfügen über Züge mit jeweils fünf Wagen. In jedem Wagen können vier Personen (zwei Reihen à zwei Personen) Platz nehmen.

## Standorte
| Achterbahn           | Betreiber                  | Land                   | Eröffnungsjahr |
| -------------------- | -------------------------- | ---------------------- | -------------- |
| Far West Express     | Animaparc Occitanie        | Frankreich             | 2019           |
| Formula Viatti       | City Park                  | Russland               | 2018           |
| Grand Prix Racers    | Gulliver's Milton Keynes   | Vereinigtes Königreich | 2022           |
| Grand Prix Racers    | Gulliver's Valley Resort   | Vereinigtes Königreich | 2021           |
| Guayakill Ride       | Safari Extreme             | Ecuador                | 2018           |
| Junior Red Force     | Ferrari Land               | Spanien                | 2018           |
| Mining Racer Coaster | Gumbuya World              | Australien             | 2017           |
| Mining Racer Coaster | Gumbuya World              | Australien             | 2017           |
| Race Coaster         | Fabyland                   | Oman                   | 2019           |
| Race Coaster         | Land of Legends Theme Park | Türkei                 | 2017           |